# UZB – Czegled bis Bihar
Die UZB – Czegled bis Bihar waren elf Schlepptenderlokomotiven der Ungarischen Zentralbahn (UZB) Österreich-Ungarns, die ab 1847 gebaut wurden.
Da sich die 1B-Lokomotiven Nádor und István bewährten, bestellte die UZB weitere Maschinen dieser Bauart, allerdings bei der Lokomotivfabrik der WRB. Die Lokomotiven wurden 1847 geliefert. Sie bekamen die Namen mittelungarischer Orte
- „CZEGLÉD“
- „ABONY“
- „PILIS“
- „MONOR“
- „ALBERTI“
- „IRSA“
- „VISEGRÁD“
- „ÜLLÖ“
- „SZOLNOK“
- „BIHAR“

Die Maschinen hatten Innenrahmen und außen liegende horizontal angeordnete Zylinder.
Die Stehkesseldecke war halbzylindrisch ausgebildet. Bei diesen Maschinen kamen erstmals die von John Baillie, dem Maschinenbaudirektor der UZB, entwickelten Stoß-, Zug- und Tragfedern zur Anwendung.
Als 1850 die UZB in der k.k. südöstlichen Staatsbahn (SöStB) aufging, bekamen die Loks die Betriebsnummern 17–27. Als 1855 die SöStB an die Staats-Eisenbahn-Gesellschaft (StEG) verkauft wurde, erhielten die Maschinen die Betriebsnummern 78–84. Die „ÜLLÖ“, „SZOLNOK“, „NAGYMAROS“ und „BIHAR“ wurden 1856 an die Kaiser Ferdinands-Nordbahn (KFNB) verkauft und erhielten dort die Betriebsnummern 61, 67, 55 und 51 (vgl. KFNB – Nestor bis Ariadne, Bihar bis Üllö, Jason II).
Die KFNB-Maschinen wurden von 1896 bis 1900 ausgemustert, während die StEG die Lokomotiven dieser Reihe schon 1876 und 1879 ausmusterte.
1850 baute die Lokomotivfabrik der WRB weitere drei Stück dieser bewährten Lokomotiven für die UZB, die aber bereits an die SöStB geliefert wurden.
Sie erhielten die Namen „CSILLAG“, „DEÁKI“ und „DIOSZEGH“ und (bei der SöStB) die Betriebsnummern 28–30.
Bei der StEG wurden sie zunächst 85–87, ab 1873 schließlich Kategorie IIIe und 364–366.
Die verschiedenen Lieferserien unterschieden sich dadurch, dass der Dampfdom zunächst am ersten, später am zweiten Kesselschuss situiert war, und durch verschiedene Bauarten des Rauchfangs.